# Mygale
Mygale Racing Car Constructor (Mygale SARL) es un fabricante francés de coches de carreras especializado en la producción de automóviles monoplaza para su uso en carreras de fórmula. Destaca sobre todo por sus chasis de Fórmula Ford. Mygale también fabrica los chasis utilizados en la Fórmula Renault, la Fórmula BMW, la Fórmula 3 y la Fórmula 4. La empresa fue fundada en 1989 por Bertrand Decoster y su fábrica se encuentra en la Technopole de Magny-Cours, Francia.
Mygale es un proveedor contratado de chasis para fórmulas monomarca, incluidas la Fórmula Renault Campus y la Fórmula BMW. Funciona como contratista de fabricación para las series de BMW, siendo una filial de la división estadounidense de BMW la responsable del diseño.
También produce coches para fórmulas abiertas. La empresa participa en la Fórmula Ford desde 1989 y ha logrado sus mejores resultados en esa categoría. Más recientemente, entró en el mercado de la Fórmula 3 en 2006 y los chasis M-06 y M-07 F3 han aparecido en número limitado en los campeonatos británico, alemán y europeo. Centró sus esfuerzos en la serie británica en 2007 en una estrecha colaboración con Ultimate Motorsport que le reportó el quinto puesto en la clasificación por equipos. En 2012, Mygale apoyó la clase SCCA Fórmula F (motores Honda y Ford) en Estados Unidos con un nuevo distribuidor norteamericano de chasis con la organización Bryan Herta Autosport, campeón de las 500 Millas de Indianápolis en 2011, como importador.
Mygale también dirige una escuela de carreras en el Autódromo de Linas-Montlhéry, cerca de París. El centro de Fórmula Mygale se creó en 1991 y ofrece clases y "experiencias de conducción" en los chasis de Fórmula Ford de la propia Mygale.